# Avenue Blonden
L'avenue Blonden est une avenue de la ville de Liège. Elle est divisée en deux parties. Entre les deux, un jardin linéaire est aménagé sous la double rangée de platanes existante.

## Situation et accès
Cette avenue est située dans le prolongement du boulevard d'Avroy.
Rues adjacentes
- Boulevard d'Avroy
- Rue de Fragnée
- Boulevard Frère-Orban
- Rue des Guillemins
- Rue Paradis
- Rue Raikem
- Avenue Rogier
- Quai de Rome
- Rue des Vingt-Deux

## Origine du nom
L'avenue porte le nom de Hubert-Guillaume Blonden, l'ingénieur qui donna le visage actuel du quartier avec les travaux du milieu du XIXe siècle.

## Historique
L'avenue est un segment de l'ancien bras principal de la Meuse comblé au cours du XIXe siècle.
Cette voie a été créée lors de l'urbanisation de l'Île du commerce (futur quartier des Terrasses), par l'ingénieur Hubert-Guillaume Blonden. À l'origine utilisé comme nouveau nom du tronçon sud de l'avenue d'Avroy de la rue des Guillemins à la rue de Fragnée, elle est d'abord nommée « boulevard Blonden » en 1882, pour ensuite prendre son nom définitif.
Des travaux de réaménagement des quais de la rive gauche de la Meuse (quai de Rome, boulevard Frère-Orban, avenue Blonden) ont eu lien entre le 19 novembre 2012 et le 25 mars 2015 afin de les rendre plus accessibles aux cyclistes et aux piétons,.

### Petit Paradis
L’extrémité sud de l'avenue, approximativement l'endroit où l'avenue, le quai de Rome et la rue de Fragnée se rejoignent, était autrefois nommée « Paradis » ou « Petit Paradis », qui a donné son nom à la rue Paradis voisine. Le nom provient de la propriété du « Paradis terrestre », qu'on trouve à cet endroit à partir du XIIIe siècle. Au XVIIe siècle est construite là la « chapelle du Paradis ». Lors de la construction de l'église Sainte-Marie-des-Anges de la place des Franchises en 1874, la chapelle est abandonnée, puis démolie en 1881. Elle est remplacée par un immeuble de briques de trois étages avec tourelle, lui-même remplacé par la Résidence Petit Paradis en 1937. 
En 1878 est aménagé le long du redressement de la Meuse un chenal portuaire, le chenal de Commerce, entre le Petit Paradis et le boulevard Piercot, séparé de la Meuse par une jetée. Peu avant l'extrémité sud de la jetée au Petit Paradis se trouve une écluse pourvue d'un pont tournant, ainsi que la maison de l'éclusier, bâtiment néogothique doté d’une tour crénelée. En 1891 est aussi installée au Petit Paradis une fontaine Montefiore. Après les crues de 1925-1926, le cours de la Meuse est à nouveau modifié durant les années 30 et le chenal supprimé, et l'écluse et sa maison détruits,.

## Bâtiments remarquables et lieux de mémoire
La maison Rigo, demeure réalisée en 1916 par l'architecte Lucien Bécasseau à la demande de Léon Rigo, un avocat et banquier liégeois, sise au no 94A de l'avenue, à l'angle de la rue de Fragnée. L'édification du bâtiment de style néo-mosan a été effectuée à l'aide de matériaux anciens provenant d'un ancien hôtel particulier de style mosan du XVIIe siècle.
Début 2015, il est annoncé que la maison sera démolie car elle n'a pas été incluse dans les projets de réaménagement des Guillemins (tour des Finances, passerelle La Belle Liégeoise, future esplanade, etc.). Malgré de nombreuses protestations des défenseurs du patrimoine, de pétitions et recours en justice, la destruction a lieu en 2017-2018,.